# アボット (クレーター)
アボット (Abbot) は、月にある小さなクレーターであり、南側から西側にかけては豊かの海が、北側には危難の海が広がっている。アボットは、豊かの海と危難の海の間にあるでこぼこの土地の上にある。国際天文学連合が名前を指定する以前は、アポロニウス-Kと呼ばれていた。アポロニウスは、アボットの東方にある。